# Leistus nitidus
Leistus nitidus (лат.) — вид жуков-жужелиц из подсемейства плотинников. Распространён в Европе: в Боснии и Герцеговине, Германии, Испании, Италии, Словении, Франции, Хорватии и Швейцарии. Длина тела 7,5—10 мм.